# 1804 в Україні

## Особи

### Народились
- 24 січня, Юзеф Дітль (1804—1878) польський лікар, професор і ректор Ягелонського університету у Кракові (1862—1865), президент міста Кракова (1866—1874), почесний громадянин Кракова та Нового Санча, член Національного парламенту у Львові і Державної Ради у Відні, пожиттєвий член австрійського парламенту.
- 7 лютого, Маркевич Микола Андрійович (1804—1860) — український історик, етнограф, фольклорист, поет і композитор. Став першим українським енциклопедистом.
- 28 липня, Еміліян Коссак (1804—1881) — український церковний і громадський діяч, священик УГКЦ, василіянин, педагог, довголітній ігумен Крехівського монастиря, благодійник.
- 3 серпня, Волконська Марія Миколаївна (1804—1863) — дочка Раєвського Миколи Миколайовича, дружина декабриста С. Г. Волконського (з 11 січня 1825 року в Києві), пішла за чоловіком у Сибір і приїхала в листопаді 1826 року в Благодатський рудник.
- 24 серпня, Фролов Олександр Пилипович (1804—1885) — декабрист, підпоручик Пензенського піхотного полку. Мемуарист.
- 13 вересня, Бороздіна Марія Андріївна (1804—1848) — донька сенатора Андрія Михайловича Бороздіна та Софії Львівни, рідної сестри декабриста Василя Львовича Давидова, небога Миколи Миколайовича Раєвського.
- 15 вересня, Максимович Михайло Олександрович (1804—1873) — український вчений-енциклопедист, фольклорист, історик, філолог, етнограф, ботанік, поет, перший ректор університету Св. Володимира.
- 25 вересня, Міхал Грабовський (1804—1863) — письменник, літературний критик, історик, представник «української школи» в польськомовній літературі.
- 29 вересня, Чайковський Михайло Станіславович (1804—1886) — польський письменник та політичний діяч. Представник так званої «української школи» в польській літературі XIX століття.
- 18 жовтня, Манганарі Михайло Павлович (1804—1887) — російський адмірал (1876), гідрограф, головний командир Миколаївського порту у 1863—1873 рр., головний командир Чорноморського флоту і портів та військовий губернатор Миколаєва у 1881—1882 рр.
- 27 листопада, Бороздна Іван Петрович (1804—1858) — письменник, писав російською мовою про українську Стародубщину.
- 2 грудня, Красицька Катерина Григорівна (1804—1884) — старша сестра і нянька Тараса Шевченка.
- 15 грудня, Буняковський Віктор Якович (1804—1889) — український математик, член Петербурської Академії Наук та її віце-президент(1864—1889).
- 18 грудня, Алєксандер Єловіцький (1804—1877) — польський громадський і релігійний діяч, літератор.
- Юзеф Мяновський (1804—1878) — клініцист, ректор Варшавської Головної школи, професор.
- Осипов Архип Осипович (1804—1840) — герой оборони Чорноморської берегової лінії.
- Савчинський Григорій (1804—1888) — громадський діяч, греко-католицький священик, письменник. Один з перших зачинателів віршованої байки в Галичині, автор творів за тверезий спосіб життя.
- Чехович Венедикт Павлович (1804—1862) — богослов, археограф, архівознавець, редактор.

### Померли
- 25 квітня, Масловський Опанас Федорович (1740—1804) — доктор медицини, надвірний радник, організатор медичної справи в Україні.
- 24 листопада, Ієронім Загоровський (1741—1804) — український церковний діяч, ігумен, настоятель Київського Видубицького монастиря, ректор Новгород-Сіверської духовної семінарії.
- Антон Косинський (? — 1804) — львівський архітектор.
- Симеон (Млоцький) (? — 1804) — василіянин, єпископ Володимирський і Берестейський Руської Унійної Церкви (1779―1795).
- Філевич Михайло (перед 1750—1804) — різьбяр, скульптор, працював у стилі рококо з рисами класицизму в містах Львів, Бучач, згодом у Холмі.

## Засновані, створені
- Національний юридичний університет імені Ярослава Мудрого
- Катеринославська духовна семінарія
- Харківський національний педагогічний університет імені Григорія Сковороди
- Харківський національний університет імені В. Н. Каразіна
- Центральна наукова бібліотека Харківського національного університету імені В. Н. Каразіна
- Молочанський менонітський округ
- Любимівка (Каховський район)
- Успенська церква (Комісарівка)
- Храм Успіння пресвятої Богородиці (Криворіжжя)
- Церква святого Миколая (Верхній Студений)
- Церква Пресвятої Трійці (Переяслав)
- Харківський ботанічний сад
- Кременчуцька перша міська лікарня імені О. Т. Богаєвського
- Варварівка (Миколаїв)
- Виноградне (Токмацький район)
- Данильчин Кут
- Зайцівка
- Кленове (Богодухівський район)
- Кременище
- Любимівка (Каховський район)
- Піщаний Брід (Веселинівський район)
- Прилуківка
- Світлодолинське (Мелітопольський район)
- Травневе (Мелітопольський район)
- Троянка (Знам'янський район)
- Успенівка (Саратський район)